# Kosmos 2233
Kosmos 2233, ruski navigacijski i komunikacijski satelit, iz programa Kosmos. Vrste je Parus.
Lansiran je 9. veljače 1993. godine u 02:56 s kozmodroma Pljesecka. Lansiran je u nisku orbitu oko planeta Zemlje raketom nosačem Kosmos-3M 11K65M. Orbita mu je 953 km u perigeju i 1009 km u apogeju. Orbitna inklinacija mu je 82,95°. Spacetrackov kataloški broj je 22487. COSPARova oznaka je 1993-008-A. Zemlju obilazi u 104,71 minutu. Pri lansiranju bio je mase 825 kg. 
Dio je sustava od šest satelita. ruskog vojnog navigacijskog sustava razdijeljenog na orbitnim ravninama odvojenih u razmaku od 30 stupnjeva. Lansirani su s kozmodroma Pljesecka na raketi Kosmos. Navigacijska informacija izvodila se od Dopplerski pomaknutim prijenosom ultrakratkih valova (otprilike 150 i 400 MHz) satelitskog položaja i orbitnih podataka. Pribavivši ispravke s nekoliko satelita, korisnikova se lokacija mogla izračunati uz pogrešku od 100 metara od stvarnog položaja. Vrijeme potrebno za utvrditi ovisilo je o korisnikovom zemljopisnoj širini i broju operativnih svemirskih letjelica u orbiti. U redovnim okolnostima točan položaj mogao se postići unutar 1 do 2 sata. 
U orbiti su do danas ostali glavni satelit i još jedan dio satelita koji se odvojio.

## Vanjske poveznice
- N2YO.com Search Satellite Database
- Celes Trak SATCAT Format Documentation (engl.)
- Kunstman  Arhivirana inačica izvorne stranice od 12. kolovoza 2019. (Wayback Machine) Satellites in Orbit (engl.)